# Koktebel
Koktebel (în ucraineană Коктебель) este o așezare de tip urban din orașul regional Feodosia, Republica Autonomă Crimeea, Ucraina. În afara localității principale, mai cuprinde și satul Nanikove.

## Demografie
Componența lingvistică a așezării de tip urban Koktebel
     Rusă (94,76%)
     Ucraineană (2,57%)
     Tătară crimeeană (2,25%)
     Alte limbi (0,18%)
Conform recensământului din 2001, majoritatea populației așezării de tip urban Koktebel era vorbitoare de rusă (94,76%), existând în minoritate și vorbitori de ucraineană (2,57%) și tătară crimeeană (2,25%).